# Hansischer Goethe-Preis
Der Hansische Goethe-Preis wurde von 1949 bis 1959 jährlich, dann bis 2005 alle zwei Jahre an Persönlichkeiten aus europäischen Ländern verliehen, „die sich durch überragende völkerverbindende humanitäre Leistungen im Geiste Johann Wolfgang von Goethes ausgezeichnet haben.“ Der Preis war mit 25.000 Euro dotiert und wurde von der Stiftung des Hamburger Kaufmanns Alfred Toepfer (1894–1993), der Alfred Toepfer Stiftung F.V.S., ausgelobt.

Daneben verlieh die Stiftung von 1973 bis 2005 noch eine „Johann-Wolfgang-von-Goethe-Medaille in Gold“ für dieselben Leistungen oder für „Verdienste um die Erhaltung des europäischen Kulturerbes“. Bisherige Empfänger dieser Auszeichnung waren unter anderem Siegfried Lenz, die Fondazione Giorgio Cini, Venedig; Rolf Liebermann, Hamburg; Max Wehrli, Zürich; Hans Heinrich Thyssen-Bornemisza de Kászon, Lugano/Madrid; Viktor Frankl, Wien, und Pietro Citati, Rom.
Vorsitzende des Stiftungsvorstands der Alfred Toepfer Stiftung war bis zu ihrem Tode im November 2010 Birte Toepfer, die Gattin von Heinrich Toepfer, dem jüngsten Sohn des Stifters. Dem Kuratorium für den Preis gehörten an: Nikolaus Lobkowicz, Eichstätt (Vorsitzender), Bernhard Böschenstein, Genf (Stellvertretender Vorsitzender); Klaus Bohnen, Aalborg/Dänemark; Luigi V. Ferraris, Rom/Italien, Staatsrat; Ortrud Gutjahr, Hamburg; Jerzy Holzer, Warschau/Polen, Ludo Simons, Antwerpen/Belgien.

## Diskussion um Toepfer im „Dritten Reich“
Wegen Toepfers Aktivitäten im und für das Dritte Reich wurde der Hansische Goethe-Preis 2005 von der Theaterleiterin Ariane Mnouchkine abgelehnt. Zuvor hatte sich bereits 1996 die Stadt Straßburg vom Prix Strasbourg distanziert, einem anderen Preis der Alfred-Toepfer-Stiftung F.V.S. Insbesondere kritisierte der Basler Wissenschaftshistoriker Michael Fahlbusch Toepfers Finanzierung der NS-Kultur- und Grenzlandpolitik als „kulturelle Fünfte Kolonnen“.
Die Stiftung bedauerte Mnouchkines Ablehnung und verwies zugleich auf den Bericht einer „unabhängigen wissenschaftlichen Kommission“ unter Vorsitz des Historikers Hans Mommsen, die Toepfers Tätigkeiten in der Zeit des Nationalsozialismus untersuchte. Darin kam man nach dreijähriger Forschung im Dezember 2000 zum Schluss: Toepfer „teilte nie die zentralen Ziele und Motive der führenden Nationalsozialisten. Rassismus und Antisemitismus lagen ihm fern. [...] Aber Alfred Toepfer hat die nationalsozialistische Diktatur nie bekämpft. Solidarität mit den von ihr Ausgegrenzten und Verfolgten hat er ebenso wenig bekundet wie Sympathien mit Kreisen des Widerstandes gegen Hitler.“ Es sei aber „in jedem Fall verfehlt, Toepfer mit dem verbrecherischen Tun des NS-Regimes in direkte oder auch indirekte Verbindung zu bringen“.
Mommsen griff damit Fahlbuschs Thesen an, doch bleibt die Legitimation umstritten, immer noch Kulturpreise für „überragende völkerverbindende humanitäre Leistungen“ in seinem Namen zu vergeben. Diesem Anspruch wurde der Stifter selbst nicht gerecht, da er im Dritten Reich auch Nazis auszeichnete und er sich mit den Nazis geschäftlich und politisch arrangierte.
Die Stiftung entschloss sich, die Vergabe der beiden Goethe-Preise einzustellen sowie auch andere Preise nicht mehr auszuloben.

## Preisträger
- 1950: Carl Jacob Burckhardt
- 1951: Martin Buber
- 1952: Eduard Spranger
- 1953: Eivind Berggrav
- 1954: T. S. Eliot
- 1955: Gabriel Marcel
- 1956: Walter Gropius
- 1957: Alfred Weber
- 1958: Paul Tillich
- 1959: Theodor Heuss
- 1961: Benjamin Britten
- 1963: Wilhelm Flitner
- 1965: Hans Arp
- 1967: Salvador de Madariaga
- 1969: Robert Minder
- 1971: Giorgio Strehler
- 1972: Albin Lesky
- 1973: Manès Sperber
- 1975: Carlo Schmid
- 1977: Willem Adolf Visser ’t Hooft
- 1979: Hans-Georg Wormit
- 1981: Antonio Tovar
- 1985: Karl-Heinz Hahn
- 1988: Alfred Sauvy
- 1989: Carl Friedrich von Weizsäcker
- 1991: Goethe-Gesellschaft
- 1993: Jean Starobinski
- 1995: Nikolaus Harnoncourt
- 1997: Harald Weinrich
- 1999: Ryszard Kapuściński
- 2001: Pina Bausch
- 2003: Cees Nooteboom
- 2005: Ariane Mnouchkine lehnte den Preis ab wegen der „zweifelhaften Vergangenheit“ Toepfers.